# Franz Ningel
Franz Ningel (né le 18 octobre 1936 à Francfort-sur-le-Main en Hesse) est un patineur artistique allemand de la catégorie des couples. Il a eu deux partenaires dont Marika Kilius avec qui il devient vice-champion du monde en 1957.

## Biographie

### Carrière sportive
La première partenaire de Franz Ningel est Marika Kilius. Ils vont se hisser à la tête de leur discipline dans leur pays en devenant triples champions d'Allemagne (1955-1956-1957). Ils gagnent également cinq médailles internationales dont l'argent aux championnats du monde en 1957 à Colorado Springs. Ils participent aussi aux Jeux olympiques d'hiver de 1956 à Cortina d'Ampezzo mais terminent au pied du podium.
À partir de 1957, Marika Kilius change de partenaire et patine avec Hans-Jürgen Bäumler. Après une saison blanche, Franz Ningel revient aux compétitions avec Margret Göbl. Avec sa nouvelle partenaire, ils deviennent triples champions d'Allemagne (1960-1961-1062), ce qui porte à six le nombre de titres nationaux de Franz Ningel. Ils montent aussi quatre fois sur les podiums internationaux dont l'argent aux championnats d'Europe de 1961 à Berlin-Ouest, mais sont toujours devancés par Marika Kilius et Hans-Jürgen Bäumler. Ils participent aux Jeux olympiques d'hiver de 1960 à Squaw Valley et s'y classent 5e. Ils quittent le patinage amateur en 1962.

### Famille
Franz Ningel et Margret Göbl se sont mariés.

## Palmarès
Avec 2 partenaires:
- Marika Kilius (1953-1957)
- Margret Göbl (1957-1962)

| Compétition | 1954 | 1955 | 1956 | 1957 | 1958 | 1959 | 1960 | 1961 | 1962 |
| Jeux olympiques d'hiver                                                                                              |      |      | 4e   |      |      |      | 5e   |      |      |
| Championnats du monde                                                                                                |      | 7e   | 3e   | 2e   |      | 5e   | 4e   | CA   | 3e   |
| Championnats d’Europe                                                                                                |      | 3e   | 3e   | 3e   |      | 4e   | 3e   | 2e   | 3e   |
| Championnats d'Allemagne de l'Ouest                                                                                  | 2e   | 1er  | 1er  | 1er  | F    | 2e   | 1er  | 1er  | 1er  |
| Légende : F = Forfait ; CA = Championnats du monde 1961 annulés à cause de la catastrophe aérienne du vol 548 Sabena |      |      |      |      |      |      |      |      |      |